# お好み寄席
『お好み寄席』（おこのみよせ）は、NHKデジタル衛星ハイビジョン、衛星第2テレビにて放送されていた公開番組。放送時間は衛星第2テレビでは火曜18:00～18:45、デジタル衛星ハイビジョンでは金曜日17:00～17:45（実際には2分間が番宣などに充てられているので実質43分間）。
帯番組、「シブヤらいぶ館」（後の「BSふれあいステージ」）の1企画であったが、2008年から独立し現在の週1回形態となった。みんなの広場ふれあいホール（NHK放送センターの敷地内にあるオープンスタジオ）を会場に収録を行う。
2011年3月のNHK衛星放送の新編成（BS1、BSプレミアム）に伴い終了した。

## 概要
- 漫才・落語・漫談・講談・浪曲などの伝統話芸などを披露するが、「寄席」のタイトル通り、落語に重点を置いている。

### おもな企画
- チーム対抗!大喜利合戦 - 藤井アナウンサーと渡辺正行が司会を務める。落語家が落語協会、落語芸術協会の各チーム（1チームにつき4人）に分かれ、大喜利形式で対戦する。1回戦はシンプル大喜利、2回戦は月替（かけあい大喜利、計算大喜利など）、3回戦はチーム大喜利（お題にそってチーム全員で4文字の言葉に合わせた文章または1対1でなぞかけをする。出されるお題のうち1問は公開収録に訪れた観客からの意見を取り入れている）でそれぞれ行なわれる。良い答えを出すと、どーもくん人形が与えられ（逆に悪い答えなら没収される）、3回戦が終わった時点でどーもくん人形の数が多いチームを勝利としている。勝利チームのメンバーの中から選ばれたその週のMVP（名人）は番組後半で落語を一席披露できる。2009年度は年数回しか行なわれなかったが、2010年度からは毎月1回（放送では概ね月末に）行なわれている。
  - 落語協会チームキャプテン…三遊亭歌武蔵　落語芸術協会チームキャプテン…桂竹丸　スーパーバイザー（「芸の玉手箱」コーナー司会や「かけあい大喜利」に登場）…橘家蔵之助
  - ※竹丸と蔵之助は前身番組のコーナー時代（花の落語家六人衆「お笑いブレインバトル」→お好み大喜利）からのレギュラー出演である。
- 師弟競演 - 落語、漫才など、師弟関係にある2組が、トークをはさみながらそれぞれネタを披露する。
- 演芸○題 - 漫才、落語、漫談などが数組登場する。
- 長講一席 - 噺家が放送時間いっぱいを使って、長講（いわゆる大ネタ）を演じる。

## 司会
- 藤井彩子（NHKアナウンサー）※2010年度
- 塚原愛（NHKアナウンサー）※2009年度
- 中川緑（NHKアナウンサー）※2008年度。前身の「シブヤらいぶ館」→「BSふれあいステージ」火曜日時代から出演。